# Золоте курча
«Золоте курча» (рос. Золотой цыпленок) — український художній музичний фільм-казка для дітей режисера Володимира Крайнєва 1993 року. Знятий за однойменною п'єсою Володимира Орлова.

## Сюжет
Дитяча казка про те, як парочка аферистів — Лисиця (Наталія Терещенко) і Вовк (Георгій Морозюк) — вкрали Курочку Рябу, щоб вона несла їм золоті яйця. Але Вовк прогавив курку і йому довелося самому висиджувати яйце.

## В ролях
- Артем Виженка — Золоте курча Пєтя
- Георгій Морозюк — вовк Вова
- Михайло Свєтін — добрий Філін
- Богдан Бенюк — Борсук
- Микола Гудзь — старший Борсук
- Наталія Терещенко — лисиця Онися Перфірьевна
- Віктор Степаненко — листоноша

## Знімальна група
- Автор сценарію: Володимир Гайдай (за однойменною п'єсою Володимира Орлова)
- Режисер-постановник: Володимир Крайнєв
- Оператор-постановник: Олег Маслов-Лисичкін
- Художник-постановник: В'ячеслав Капленко
- Композитор: Євген Крилатов
- Пісні на вірші Володимира Орлова
- Звукооператор: Юрій Риков
- Комп'ютерні звукові ефекти: Юрій Щелковський
- Режисер: Віра Комісаренко
- Оператор: Сергій Міщенко
- Художник по костюмах: Наталя Зачепиленко
- Художник по гриму: Тетяна Татаренко
- Декорації та комбіновані зйомки: В'ячеслав Рожков
- Монтажер: Лідія Петренко
- Редактор: Тетяна Ковтун
- Дитячий танцювальний колектив «Український сувенір», постановник танців — Анатолій Тургіль
- Ансамбль солістів Державного естрадно-симфонічного оркестру України, диригент — Володимир Сіренко
- Пісні виконують: Варя Семенчук, Георгій Морозюк, Михайло Свєтін, Таїсія Повалій, Богдан Бенюк, Микола Гудзь, Дитяча опера «Шевченківець» (художній керівник — Наталя Нехотяєва)
- Директори картини: Віталій Петльований, Сергій Улицький

## Фестивалі
- Участь у кінофестивалі в Котбусі—96: дитячий конкурс.